# Breța, Mehedinți
Breța este un sat în comuna Corcova din județul Mehedinți, Oltenia, România.